# Катрада, Ахмед
Ахмед Мохамед Катрада (21 августа 1929 года — 28 марта 2017 года) — южноафриканский политик и борец с апартеидом индийского (гуджаратского) происхождения, друг и соратник Нельсона Манделы.
В 17 лет Катрада оставил школу, чтобы участвовать в протестном движении южноафриканских индийцев против закона «О владении земли азиатами» (Asiatic Land Tenure Act, 1946). Закон предполагал ограничение политических и экономических прав выходцев из Индии — в частности, они могли выбирать, но не могли избираться в законодательные органы, а владение недвижимостью ограничивалось объектами, ранее находившимися в собственности индийцев.
Катрада участвовал в работе Всемирного фестиваля молодёжи и студентов в восточном Берлине в 1951 году как делегат Молодёжного конгресса индийцев Трансвааля. На несколько месяцев он задержался в Европе и работал девять месяцев в штаб-квартире Всемирной федерации демократической молодёжи в Будапеште.
Сотрудничество индийского и африканского конгрессов сблизило Катраду с лидерами Африканского национального конгресса (АНК) Манделой и Сисулу.
Хотя Катрада не принимал участия в диверсиях АНК, его обвинили в сотрудничестве с боевым крылом этой организации, в подготовке государственного переворота и партизанской войны. Суд в Ривонии приговорил Катраду к пожизненному заключению. С 1964 года по 1990 год Ахмед Катрада находился в тюрьме — в том числе на острове Роббен-Айленд, где содержался Мандела, — до отмены режима апартеида и легализации АНК при президенте де Клерке.
После освобождения Катрада совершил хадж (1992) и в 1994 году был избран в парламент ЮАР, опубликовал воспоминания.
Он скончался в медицинском центре в Йоханнесбурге 28 марта 2017 года в возрасте 87 лет.

## Книги
- Kathrada, Ahmed. Letters from Robben Island: A Selection of Ahmed Kathrada's Prison Correspondence / Robert Vassen. — Michigan State University Press, 1999. — ISBN 978-0-87013-527-9.
- Kathrada, Ahmed. A Simple Freedom: The Strong Mind of Robben Island Prisoner No. 468/64. — University of Kentucky Press, 2016. — ISBN 978-0813167268.